# Baldiri Puig i Net

Baldiri Puig i Net (Sant Boi de Llobregat, Baix Llobregat, 1824-1901) va ésser un propietari i membre de la Junta Municipal de Sanitat de Sant Boi de Llobregat (1891-1893).
Dins el moviment catalanista, fou designat delegat a l'Assemblea de Manresa (1892).